# Yannick Bazin
Pour les articles homonymes, voir Bazin.
Yannick Bazin est un joueur français de volley-ball né le 18 juin 1983 à Fontenay-aux-Roses (Hauts-de-Seine). Il mesure 1,90 m et joue passeur. Il totalise 68 sélections en équipe de France.

## Biographie
Yannick Bazin arrête sa carrière de joueur à la fin de la saison 2022-2023 où son club du Nantes-Rezé_MV, dont il est le capitaine, est éliminé en demi-finales du championnat.
En dehors du terrain, il est consultant pour la radio RMC et la chaîne l'Equipe pour les championnats d'Europe 2023. Une fois sa carrière de joueur terminée, il rejoint l'encadrement du Paris Volley en tant que manager.

## Clubs
| Club                         | De        | À         |
| ---------------------------- | --------- | --------- |
| Asnières Volley 92           | 2001-2002 | 2006-2007 |
| AS Cannes                    | 2007-2008 | 2007-2008 |
| Paris Volley                 | 2008-2009 | 2009-2010 |
| Galatasaray                  | 2010-2011 | 2011-2012 |
| Plataneros de Corozal        | sep 2011  | déc 2011  |
| Chaumont Volley-Ball 52      | jan 2012  | mai 2012  |
| Rennes Volley 35             | 2013-2014 | 2013-2014 |
| Tours Volley-Ball            | 2014-2015 | 2014-2015 |
| Plessis-Robinson Volley-ball | 2015-2016 | 2015-2016 |
| Cambrai Volley-Ball          | 2016-2017 | 2020-2021 |
| Nantes-Rezé Métropole Volley | 2021-2022 | 2022-2023 |

## Palmarès

### Sélection nationale
- Championnat d'Europe
  -  : 2009.

### Clubs
- Championnat de Biélorussie
  - Vainqueur : 2013.
- Coupe de Biélorussie
  - Vainqueur : 2013.
- Championnat de France Division A
  - Vainqueur : 2009, 2015.
  - Troisième : 2008.
- Championnat de France Division B
  - Vainqueur : 2006.
  - Deuxième : 2012.
  - Troisième : 2004, 2018, 2019.
- Coupe de France
  - Vainqueur : 2015.
- Supercoupe de France[3]
  - Vainqueur : 2014.
- Coupe de Turquie
  - Finaliste : 2012.

### Distinctions individuelles
- 2009 : Championnat de France Division A — Meilleur passeur